# Parachlorota curoei
Parachlorota curoei är en skalbaggsart som beskrevs av Soula 2010. Parachlorota curoei ingår i släktet Parachlorota och familjen Rutelidae. Inga underarter finns listade i Catalogue of Life.